# Sacciolepis tenuissima
Sacciolepis tenuissima là một loài thực vật có hoa trong họ Hòa thảo. Loài này được C.E.Hubb. miêu tả khoa học đầu tiên năm 1927.